# Pasias luzonus
Pasias luzonus är en spindelart som beskrevs av Simon 1895. Pasias luzonus ingår i släktet Pasias och familjen krabbspindlar.
Artens utbredningsområde är Filippinerna. Inga underarter finns listade i Catalogue of Life.